# Diagnosi energetica
La diagnosi energetica o audit energetico è una valutazione sistematica, documentata e periodica dell'efficienza energetica.

## A cosa serve
La diagnosi energetica è una delle componenti chiave all'interno di un programma di efficienza energetica e la sua importanza nasce dal fatto che viene utilizzato per stabilire dei parametri per le misurazioni da effettuare. È inoltre il passo iniziale per le organizzazioni che vogliono certificare il proprio sistema di gestione dell'energia secondo la norma UNI CEI EN ISO 50001:2018.

## Quadro legislativo e normativo di riferimento
Gli stati membri dell'Unione europea hanno da tempo avviato procedure per la certificazione energetica degli edifici atte a correggere gli sprechi energetici e promuovere azioni successive che portino ad una riduzione dei consumi.
La diagnosi energetica si pone l'obiettivo di capire in che modo l'energia viene utilizzata, quali sono le cause degli eventuali sprechi ed eventualmente quali interventi possono essere suggeriti all'utente, ossia un piano energetico che valuti non solo la fattibilità tecnica ma anche e soprattutto quella economica delle azioni proposte.
UNI ha stabilito i requisiti minimi di una diagnosi energetica nella norma UNI CEI EN 16247-1:2022.
Le società ESCo possono essere un supporto alle aziende nella esecuzione delle diagnosi energetiche. La normativa UNI CEI EN 15900 detta i parametri per la erogazione dei servizi energetici.

## Come viene realizzato
Si basa sul raccogliere e analizzare tutti i dati provenienti dall'utilizzo energetico dei vari utilizzatori; tali dati (che successivamente verranno analizzati per studiare il consumo specifico) possono essere reperiti principalmente nelle fatture o nelle bollette, ma anche tramite misuratori di consumo
Le misurazioni sono effettuate basandosi su precisi criteri economici. Le migliori misurazioni effettuate, vanno successivamente a far parte del Piano di azione, dal quale poi nascerà un report per la diagnosi energetica che raccoglie tutte le misure e tutti i parametri necessari per prendere una decisione.
La diagnosi energetica può essere condotta da uno specialista che ha anche conoscenza di impianti, trasferimento di calore, e altre tecniche per valutare l'efficienza di una casa o edificio, come ad esempio un esperto in gestione dell'energia certificato secondo la norma UNI CEI 11339.

## Obiettivi e finalità della diagnosi energetica degli edifici
La diagnosi energetica degli edifici è un insieme sistematico di rilievo, raccolta ed analisi dei parametri relativi ai consumi specifici e alle condizioni di esercizio dell'edificio e dai suoi impianti definibile come una "valutazione tecnico-economica dei flussi di energia".
I suoi obiettivi sono quelli di:
- definire il bilancio energetico dell'edificio
- individuare gli interventi di riqualificazione tecnologica
- valutare per ciascun intervento le opportunità tecniche ed economiche
- migliorare le condizioni di comfort e di sicurezza
- ridurre le spese di gestione

Lo strumento principale per conoscere e quindi intervenire efficacemente sulla situazione energetica di un'azienda è la diagnosi energetica: si tratta di un'analisi approfondita condotta attraverso sopralluoghi presso l'unità produttiva e l'esame di documenti forniti dall'azienda. Vengono raccolti i dati di consumo e i costi energetici ed inoltre dati sulle utenze elettriche, termiche, frigorifere, acqua (potenza, fabbisogno/consumo orario, fattore di utilizzo, ore di lavoro ecc.). Su questa base si procede nella ricostruzione dei modelli energetici. Da tali modelli sarà possibile ricavare la ripartizione delle potenze e dei consumi per tipo di utilizzo (illuminazione, condizionamento, freddo per processo e per condizionamento, aria compressa, altri servizi, aree di processo), per centro di costo, per cabina elettrica e per reparto, per fascia oraria e stagionale.
La situazione energetica, così inquadrata, viene analizzata criticamente ed in confronto con parametri medi di consumo al fine di individuare interventi migliorativi per la riduzione dei consumi e dei costi e la valutazione preliminare di fattibilità tecnico-economica. Eventuali problemi dell'involucro andrebbero rilevati secondo i dettami della UNI EN ISO 6781-1:2023.

## Tipologia di interventi
Gli interventi possono essere così classificati:
- modifica contratti di fornitura energia
- migliore gestione degli impianti, compresa la modulazione dei carichi
- modifiche alle strutture disperdenti esistenti
- modifiche agli impianti esistenti
- nuovi impianti
- pianificazione di interventi di manutenzione